# 靴職人と魔法のミシン
『靴職人と魔法のミシン』（くつしょくにんとまほうのミシン、The Cobbler）は、2014年のアメリカ合衆国のコメディ映画。監督・脚本はトーマス・マッカーシーが、主演はアダム・サンドラーが務めた。

## あらすじ
マックス・シムキンは今日も靴を修理していた。シムキンの家は何世代にもわたってニューヨークで靴屋を営んできた。日常生活が退屈で仕方がなかったマックスだったが、ある日、先祖代々のミシンを使っていると、靴の持ち主の世界に入り込んでしまった。他者の世界を体験しながら、マックスは本当の自分を見つけていくのだった。

## キャスト
※括弧内は日本語吹替
- マックス・シムキン - アダム・サンドラー（森川智之）
- エミリアーノ - ダン・スティーヴンス（前田一世）
- アブラハム・シムキン - ダスティン・ホフマン（田原正治）
- ジミー - スティーヴ・ブシェミ
- カーメン・ヘララ - メロニー・ディアス
- エレーン・グリーナウォルト - エレン・バーキン（小林さとみ）
- レオン・ラドロー - メソッド・マン
- アナ・オハラ - ソンドラ・ジェームズ
- メイシー - ダーシャ・ポランコ
- サラ・シムキン - リン・コーエン
- ソロモン氏 - フリッツ・ウィーヴァー
- タリン - キム・クローティア
- シュナイダー - アダム・シャピーロ
- カラ - グレタ・リー

## 製作
2013年9月19日、アダム・サンドラーの出演が決まった。また、ヴォルテージ・ピクチャーズが本作に出資するとも報じられた。同年11月11日、ニューヨークで主要撮影が始まった。同月12日、ダン・スティーヴンスが本作に出演することが決まった。18日には、ダスティン・ホフマンとスティーヴ・ブシェミが本作に出演すると報じられた。
2014年9月9日、イメージ・エンターテインメントが本作の北米配給権を350万ドルで購入した

## 公開
2014年9月11日、本作は第39回トロント国際映画祭のスペシャル・プレゼンテーションでプレミアを迎えた。
2015年3月13日、本作の北米での限定公開とビデオ・オン・デマンドでの配信が始まった。

## 評価
本作は批評家から酷評された。映画批評集積サイトのRotten Tomatoesには57件のレビューがあり、批評家支持率は9%、平均点は10点満点で3.1点となっている。サイト側による批評家の意見の要約は「『靴職人と魔法のミシン』は最近のアダム・サンドラーのコメディ作品より少しいい出来ではある。しかし、サンドラーのセンスのないユーモアの代わりに、うんざりするような感傷が盛り込まれている。それも、全く心に響かない代物だ。」となっている。また、Metacriticには22件のレビューがあり、加重平均値は22/100となっている。『ハアレツ』のユーリ・クラインは「『靴職人と魔法のミシン』はサンドラ―のキャリアにおいて、一流の監督と組んだ数少ない作品の一本だ。プロットにはジェリー・ルイスやダニー・ケイを彷彿とさせるようなファンタジー要素がある。しかし、プロットと人物造形の出来は良くない。」と述べている。